# AT-ST
El AT-ST (siglas del inglés All Terrain Scout Transport, literalmente: «transporte de exploración todo terreno») es una máquina de combate bípeda gigante controlada por humanos del mundo ficticio de Star Wars. El AT-ST fue diseñado por el Imperio Galáctico reemplazando el modelo anterior de la República. En la cabeza del bípedo se aloja la cabina, donde dos tripulantes lo manejan. Las principales batallas en las que fueron empleados fueron la de Endor y la de Hoth.

## Descripción
Estos gigantescos aparatos imperiales tienen una forma que recuerda mucho a la de un avestruz. Debido a su gran capacidad para operar en todo tipo de terreno y además de ser capaz de enfrentarse a prácticamente a cualquier vehículo de la Alianza Rebelde, los AT-ST pronto consiguieron un puesto favorable dentro del Imperio Galáctico.
Debido a su velocidad y maniobrabilidad en terreno abierto, estos bípedos son especialmente efectivos en combate contra infantería. En el lateral de la cabina del AT-ST sobresalen dos cañones bláster gemelos. En la cápsula de sensores de babor hay dos cañones bláster ligeros gemelos montados en torreta y un lanzagranadas sobresale de la cápsula a estribor. Además, cada pata metálica está equipada con garras de acero que pueden cortar cables dispuestos para hacer caer al explorador o cortar en rodajas a los soldados enemigos que se acerquen demasiado. Solo un cañón bláster pesado o un cañón láser pueden penetrar el grueso blindaje del explorador, pero incluso en ese caso hacen falta muchos impactos directos para provocar daños sustanciales. 
En la saga cinematográfica pueden verse en el Episodio V El Imperio Contraataca y en el Episodio VI Return of the Jedi, así como también en la película Rogue One: una historia de Star Wars. 